# وارتنی موسدیچیان
وارتنی موسدیچیان (ارمنی: Վարդենի Մոստիչյան؛ زاده ۲۴ ژوئن ۱۹۵۳) نقاش اهل ارمنستان-ایالات متحده آمریکا است. وی در شهر بوستون فعالیت می‌کند.

## زندگی‌نامه
در ۲۴ ژوئن ۱۹۵۳ ‏در استانبول به دنیا آمد.